# Liefde van later
Liefde van later is een nummer van Herman van Veen. Het is een versie van Jacques Brels "La chanson des vieux amants" ("Het lied van de oude geliefden"), vertaald door Lennaert Nijgh.

## Achtergrond
Het nummer is afkomstig van het album Herman van Veen (II) uit 1969. Het werd nooit uitgebracht op single, maar is desondanks een van de populairste nummers van Van Veen. Zo wordt het regelmatig door andere artiesten gezongen tijdens televisieprogramma's, waaronder door Jenny Arean en Ton Kas in 't Schaep Ahoy, Do in De beste zangers unplugged, Trijntje Oosterhuis in RTL Late Night en Samantha Steenwijk in The Voice of Holland. Tevens verscheen het in 1971 op Carré / Amsterdam, het eerste livealbum van Van Veen, en nam hij het in 1973 opnieuw op voor zijn album Alles.

## Hitnoteringen

### NPO Radio 2 Top 2000
| Nummer met noteringen in de NPO Radio 2 Top 2000 | '00 | '01 | '02 | '03 | '04 | '05 | '06 | '07 | '08 | '09 | '10 | '11 | '12 | '13 | '14 | '15 | '16 | '17 | '18 | '19 | '20 | '21 | '22 | '23 | '24 |
| ------------------------------------------------ | --- | --- | --- | --- | --- | --- | --- | --- | --- | --- | --- | --- | --- | --- | --- | --- | --- | --- | --- | --- | --- | --- | --- | --- | --- |
| Liefde van later                                 | 575 | 546 | 442 | 362 | 433 | 288 | 277 | 174 | 254 | 271 | 288 | 309 | 475 | 403 | 350 | 437 | 538 | 673 | 641 | 795 | 758 | 718 | 783 | 821 | 783 |

1. ↑  Een vetgedrukt getal geeft de hoogste notering aan.
2. ↑  2000 was het eerste jaar met een notering voor dit nummer.

### Evergreen Top 1000
| Evergreen Top 1000 "Liefde Van Later" | Evergreen Top 1000 "Liefde Van Later" | Evergreen Top 1000 "Liefde Van Later" | Evergreen Top 1000 "Liefde Van Later" | Evergreen Top 1000 "Liefde Van Later" | Evergreen Top 1000 "Liefde Van Later" | Evergreen Top 1000 "Liefde Van Later" | Evergreen Top 1000 "Liefde Van Later" | Evergreen Top 1000 "Liefde Van Later" | Evergreen Top 1000 "Liefde Van Later" | Evergreen Top 1000 "Liefde Van Later" | Evergreen Top 1000 "Liefde Van Later" | Evergreen Top 1000 "Liefde Van Later" | Evergreen Top 1000 "Liefde Van Later" | Evergreen Top 1000 "Liefde Van Later" | Evergreen Top 1000 "Liefde Van Later" | Evergreen Top 1000 "Liefde Van Later" |
| Jaar                                  | 2008                                  | 2009                                  | 2010                                  | 2011                                  | 2012                                  | 2013                                  | 2014                                  | 2015                                  | 2016                                  | 2017                                  | 2018                                  | 2019                                  | 2020                                  | 2021                                  | 2022                                  | 2023                                  |
| ------------------------------------- | ------------------------------------- | ------------------------------------- | ------------------------------------- | ------------------------------------- | ------------------------------------- | ------------------------------------- | ------------------------------------- | ------------------------------------- | ------------------------------------- | ------------------------------------- | ------------------------------------- | ------------------------------------- | ------------------------------------- | ------------------------------------- | ------------------------------------- | ------------------------------------- |
| Positie                               | 459                                   | 947                                   | 936                                   | 936                                   | 827                                   | 320                                   | 340                                   | 189                                   | 364                                   | 375                                   | 185                                   | 287                                   | 245                                   | 254                                   | 203                                   | 167                                   |

Alles wat ademt · Avond · De nachtwacht · Élégie prénatale · Het Land van Maas en Waal · Ik doe wat ik doe · Jan Klaassen de trompetter · Liefde van later · Malle Babbe · Prikkebeen · Pastorale · Strand · Testament · Verdronken vlinder · Welterusten, meneer de president